# Gabriele Mitelli
Gabriele Mitelli (* 8. März 1988 in Brescia) ist ein italienischer Jazzmusiker (Trompete, Flügelhorn, Komposition).

## Leben und Wirken
Mitelli erhielt ab 2009 Trompetenunterricht; seit 2010 spezialisierte er sich auf die Jazztrompete. 2011 nahm er an den Seminaren von Siena Jazz mit internationalen Dozenten teil. Im selben Jahr trat er mit seinem Septett beim Jazzfestival Time in Jazz in Sardinien auf. 2012 besuchte er die Meisterklasse von Markus Stockhausen, bei dem er in Köln studierte, und im selben Jahr spielte er mit Stockhausens Projekt auf dem Festival La fabbrica del jazz in Schio.
Mitelli spielte in den folgenden Jahren auf einigen wichtigen europäischen Festivals an der Seite von Musikern wie Mats Gustafsson, Anna Högberg, Mette Rasmussen, Wayne Horvitz und Susana Santos Silva. Er ist Mitbegründer des Kollektivs Heuristic Sonor Research. Weiterhin spielte er mit Musikern wie Ralph Alessi, Chad Taylor, Jeff Parker, Rob Mazurek (Star Splitter), Chris Speed, Gianluca Petrella, Alexander Hawkins, Cristiano Calcagnile, Andrea Ruggeri oder Pasquale Mirra.
Mit Giancarlo Nino Locatelli gründete er das Oktett Pipeline 8, das 2018 das Album Prayer veröffentlichte. Sein Debütalbum unter eigenem Namen, The World Behind the Skin, erschien 2019 bei dem Label We Insist! Records. 2021 gründete er sein European Galactic Orchestra, ein Ensemble aus zwölf renommierten Musikern aus ganz Europa. 2025 legte er das Album Colapesce: Three Tsuru Origami vor, an dem John Edwards  und Mark Sanders beteiligt waren.
2018 zeichnete Musica Jazz Mitelli als bestes neues italienischen Talent aus.